# Bornebuschia binodosa
Bornebuschia binodosa är en kvalsterart som beskrevs av Malcolm Luxton 1988. Bornebuschia binodosa ingår i släktet Bornebuschia och familjen Cerocepheidae. Inga underarter finns listade.